# Khouribga
Khouribga (berberă ⵅⵯⵔⵉⴱⴳⴰ, arabă خريبكة) este un oraș în Maroc.